# Человек на рельсах
«Человек на рельсах» (пол. Człowiek na torze) — польский чёрно-белый художественный фильм, драма 1956 года.

## Сюжет
Под колесами поезда гибнет человек. Это старый машинист Ожеховский, который не нашел общего языка с новым начальством железной дороги и был уволен с работы. Расследование показывает, что Ожеховский пытался предотвратить крушение: он заметил, что на семафоре не горит нефтяная лампа, оповещающая о необходимости снизить скорость. По чьей-то халатности в лампе кончилось горючее. Зажечь лампу Ожеховский не смог и поэтому встал на пути поезда, чтобы остановить его.

## В ролях
- Казимеж Опалиньский — Владислав Ожеховский, машинист
- Зыгмунт Мацеевский — Тушка, начальник станции
- Зыгмунт Зинтель — Витольд Салата
- Зыгмунт Листкевич — Станислав Запора
- Роман Клосовский — Марек Новак
- Казимеж Фабисяк — Конарский, член комиссии
- Януш Быльчиньский — Варда, член комиссии
- Людослав Козловский — Карась, член комиссии
- Наталья Шиманьская — жена Ожеховского
- Станислав Яворский — Франек, друг Ожеховского
- Юзеф Новак — Янковский, помощник Ожеховского
- Януш Палюшкевич — Крокус
- Юзеф Пара — железнодорожник
- Зыгмунт Малявский — кондуктор
- Леон Немчик — мужчина на перроне